# Тексас-Сити (Техас)
Техас-Сити — город в округе Галвестон американского штата Техас. Расположенный на юго-западной береговой линии залива Галвестон, Техас-Сити является оживленным глубоководным портом на побережье Мексиканского залива в Техасе, а также центром нефтепереработки и нефтехимического производства. По данным переписи 2020 года, население составляло 51 898 человек, что делает его третьим по величине городом округа Галвестон после Лиг-Сити и Галвестона. Является частью столичной области Хьюстон. Город известен как место крупного взрыва в 1947 году, который разрушил порт и большую часть города.

## История
Три охотника на уток в 1891 году отметили, что место вдоль залива Галвестон, известное как Шоул-Пойнт, потенциально может стать крупным портом. Шоул-Пойнт существовал с 1830-х годов, когда ветераны Техасской революции (1835—1836) получили землю за свои заслуги. Название было применено к общине, когда в 1878 году открылось почтовое отделение. Охотниками на уток были три брата из Дулута, штат Миннесота, по имени Бенджамин, Генри и Джейкоб Майерс. После того, как они вернулись в Дулут, они сформировали синдикат братьев Майерс, убедив других инвесторов вложить деньги в покупку 10 000 акров (4000 га) территории залива Галвестон, включая Шол-Пойнт. Они переименовали район в Техас-Сити

### Основание
Дом Фрэнка Б. Дэвисона
К 1893 году инвесторы сформировали компанию по благоустройству города Техас (TCIC), которая разработала и представила план таунсайта. Почтовое отделение открылось в 1893 году, когда Фрэнк Б. Дэвисон был назначен первым почтмейстером города, чтобы обслуживать около 250 человек, которые переехали туда из Миннесоты и Мичигана. TCIC также получила разрешение от федерального правительства на углубление восьмифутового канала в заливе от Боливар-Роудс (на восточной оконечности острова Галвестон) для обслуживания Техас-Сити. В 1894 году канал был впервые использован в коммерческих целях. В конечном итоге TCIC углубила канал на глубину 40 футов и увеличила длину порта до 1,5 миль. TCIC также построила железную дорогу протяженностью 4 мили до перекрестка Техас-Сити к югу от города, где она соединилась с двумя другими железнодорожными линиями: Галвестон, Хьюстон и Сан-Антонио и Галвестон-Хьюстон и Хендерсон. Несмотря на эти успехи, TCIC обанкротился в 1897 году. Его активы были реорганизованы в две новые компании: Texas City Company (TCC) и Texas City Railway Terminal Company (TCRTC). TCC приобрела 3000 городских участков и обеспечила город водой, газом и электричеством. TCRTC управлял железной дорогой. Эти компании были зафрахтованы 4 февраля 1899 года.
В 1890-х годах была проложена сетка улиц и проспектов, начали появляться дома и другие сооружения. Дом Дэвисонов, где состоялись первые в городе роды, был построен между 1895 и 1897 годами. По мере расширения TCIC, TCC и TCRTC росла и урбанизация.
Летом 1900 года было выдано разрешение на углубление канала Техас-Сити на глубину 25 футов. Разрушительный ураган в Галвестоне в 1900 году прервал проект, выбросив земснаряд на берег. Однако порт Техас-Сити оставался открытым после того, как шторм прошел. Еще до завершения дноуглубительных работ в канале 28 сентября 1904 года в порт из Мексики прибыло первое океанское судно SS Piqua. Дноуглубительные работы были завершены 19 марта 1905 года, когда правительство США открыло таможню в Техас-Сити. После этого быстро начался рост порта: с 12 судов в 1904 году до 239 в 1910 году.
Компания Texas City Refining Company была зафрахтована в 1908 году для строительства нефтеперерабатывающего завода рядом с портовым комплексом. В течение нескольких лет это был единственный в Техасе нефтеперерабатывающий завод, способный производить побочные продукты — воск и смазочное масло. Позже это предприятие было приобретено и расширено техасским нефтяником Сидом Ричардсоном. Вскоре последовали еще три нефтеперерабатывающих завода, что сделало Техас-Сити крупным портом для глубоководной доставки нефтепродуктов из Техаса на Атлантическое побережье.
Техас-Сити был основан в 1911 году с формой правления мэр и комиссия. 16 сентября в городе состоялись первые выборы мэра, на которых был избран Уильям П. Тарпи.
2-я дивизия армии Соединенных Штатов, развернутая в Техас-Сити в 1913 году для охраны побережья Мексиканского залива от вторжений во время Мексиканской революции, по сути, разместив там почти половину сухопутного военного персонала страны, из-за предполагаемой двойной угрозы, что Мексиканская революция может перекинуться через границу или что соседняя страна может стать союзником Германии в начинающейся мировой войне.
Военное развертывание также включало 1-ю авиационную дивизию, и братья Райт обучили более дюжины солдат в качестве военных пилотов, по сути превратив Техас-Сити в место рождения того, что стало Военно-воздушными силами США, как утверждает город на своем памятнике места рождения военно-воздушных сил в городском парке Бэй-стрит. Рекорды скорости и дальности были установлены обученными пилотами и самолетами, вылетающими с импровизированной военно-воздушной базы Техас-Сити.
Августовский ураган 1915 года полностью разрушил лагерь. Девять солдат были убиты. Военные лидеры быстро перенесли лагерь в Сан-Антонио.
В 1921 году компания Texas City Railway Terminal Company взяла на себя управление портовыми сооружениями. Хью Б. Мур был назначен президентом компании и начал амбициозную программу расширения. Ему приписывали строительство сахарного завода, завода по переработке инжира, завода по крекингу бензина и зернового элеватора. Кроме того, для поддержки этого роста было построено больше складов и нефтебаз. К 1925 году население Техас-Сити составляло, по оценкам, 3500 человек, и это было процветающее сообщество с двумя нефтеперерабатывающими заводами по производству бензина, сахарным заводом Техас-Сити, двумя предприятиями по прессованию хлопка и даже пассажирским автобусным сообщением.
Великая депрессия и конкуренция привели к обанкротившемуся сахарному заводу в 1930 году. Несколько лет город переживал тяжелые экономические времена, пока нефтяной бизнес не вернулся к расширению. Республиканский нефтеперерабатывающий завод открыл завод по переработке бензина в 1931 году. В 1934 году начал работать НПЗ «Пан Американ» (дочерняя компания Standard Oil Company из Индианы). Мур смог выиграть этот нефтеперерабатывающий завод у Хьюстонского судоходного канала из-за расположения Техас-Сити ближе к Мексиканскому заливу. К концу 1930-х годов население Техас-Сити выросло до 5200 человек.
Посадочное место Луизианы в доке нефтеперерабатывающего завода, Техас-Сити 1952
Компания Seatrain Lines построила терминал в порту Техас-Сити в 1939—1940 годах. Это была специализированная компания, которая владела судами, предназначенными для перевозки железнодорожных вагонов из Техас-Сити в Нью-Йорк по еженедельному расписанию. К 1940 году Техас-Сити был четвертым по значимости техасским портом, уступая только Хьюстону, Бомонту и Порт-Артуру.

### Дамба Техас-Сити
В Техас-Сити находится дамба Техас-Сити, искусственный волнорез, построенный из обвалившихся гранитных блоков в 1930-х годах, который первоначально предназначался для защиты нижнего Хьюстонского судоходного канала от заиливания. Дамба, известная среди местных жителей как «самый длинный в мире искусственный рыбацкий пирс», простирается примерно на 8 км на юго-восток до устья залива Галвестон.

### Последствия Второй мировой войны
Процветание и промышленная экспансия вернулись, когда Соединенные Штаты стали более активно участвовать во Второй мировой войне. Вражеские подводные лодки почти полностью прекратили поставки нефтепродуктов в дружественные страны с Ближнего Востока, Южной Америки и Юго-Восточной Азии. Нефтеперерабатывающие и химические заводы в Техас-Сити работали круглосуточно на полную мощность, чтобы обеспечить военные нужды. Понимая, что все оловоплавильные заводы мира больше не могут удовлетворять спрос США, Джесси Х. Джонс, глава корпорации оборонных заводов, решил построить оловоплавильный завод в Техас-Сити. Правительство также финансировало строительство нефтехимического завода по производству мономера стирола, жизненно важного сырья для синтетического каучука. Химическая компания «Монсанто» заключила контракт на эксплуатацию объекта, который после войны стал ядром еще более крупного нефтехимического комплекса. К 1950 году численность местного населения достигла 16 620 человек.

### Катастрофа в Техас-Сити в 1947 году
Послевоенное процветание было прервано утром 16 апреля 1947 года, когда взорвалось французское судно Grandcamp, перевозившее удобрение с нитратом аммония, что привело к тому, что обычно считается худшей промышленной аварией в истории Соединенных Штатов, катастрофе в Техас-Сити. Удобрение, произведенное в Небраске и Айове, уже перегревалось при хранении в доках Техас-Сити. Взрыв разрушил завод и офисы Монсанто, которые находились непосредственно через слип от Грандкампа, взорвал склады, во все стороны посыпались осколки с корабля и воспламенил второй корабль, High Flyer, пришвартованный к соседнему слипу. Снятый с якоря взрывом, Высокий летун протаранил третье судно, SS Wilson B. Keene, пришвартованное поперек слипа. Оба судна также перевозили удобрения с нитратом аммония и были охвачены пламенем. Они тоже взорвались. В общей сложности в результате взрывов погиб 581 человек и более 5000 получили ранения. Взрывы были настолько мощными и интенсивными, что многие тела спасателей, которые отреагировали на первоначальный взрыв, так и не были найдены. Все пожарные подразделения Техас-Сити и портового терминала были уничтожены.
Железобетонный зерновой элеватор был пробит осколками, а приводной вал Grandcamp был встроен в головной корпус. Якорь судна был отброшен на несколько миль, где он был обнаружен вросшим в землю на Панамериканском нефтеперерабатывающем заводе. Школьники и горожане, которых привлек дым, также погибли, а целые кварталы домов рядом с портом были разрушены. Люди в Галвестоне, расположенном в 14 милях (23 км) от города, упали на колени. Окружающие химические и нефтяные резервуары и нефтеперерабатывающие заводы были воспламенены в результате взрыва. По меньшей мере 63 погибших, личность которых установить не удалось, увековечены на кладбище в северной части города. Катастрофа в Техас-Сити широко рассматривается как основа планирования стихийных бедствий в Соединенных Штатах. Монсанто и другие заводы взяли на себя обязательства по восстановлению, и город в конечном итоге довольно хорошо оправился от аварии. Многочисленные нефтехимические заводы по-прежнему расположены в том же районе порта Техас-Сити. Город часто называл себя «городом, который не умрет», прозвище, точность которого была еще раз проверена в дни, предшествовавшие нападению урагана Айк на регион рано утром 13 сентября 2008 года.

### Взрыв газового баллона в 2005 году
23 марта 2005 года в городе произошел еще один взрыв на местном нефтеперерабатывающем заводе BP (ранее Amoco), в результате которого погибли 15 человек и 180 получили ранения. В окончательном отчете Комиссии по расследованию химической безопасности и опасных веществ США (CSB), опубликованном в марте 2007 года, это событие было названо «одной из худших промышленных катастроф в новейшей истории США». Завод BP в Техас-Сити является третьим по величине нефтеперерабатывающим заводом США, на котором занято более 2000 человек, перерабатывающий Каждый день добывается 460 000 баррелей (73 000 м3) сырой нефти и производится примерно 4 % всего бензина в стране.

## География
Техас-Сити расположен в 16 км к северо-западу от Галвестона и в 60 км к юго-востоку от Хьюстона.
По данным Бюро переписи населения США, общая площадь города составляет 480,6 км2, из которых 165,2 км2 занимает суша, 315,3 км2, или 65,61 %, покрыто водой.
Официально высота Техас-Сити составляет 10 футов над уровнем моря, хотя некоторые районы еще ниже. Естественно, он был уязвим для наводнений в результате ураганных нагонов и сильных ливней.
Территория к югу и западу от города представляет собой плоскую прибрежную равнину. Большая часть этой области на юге — болотистая местность. Техас-Сити ограничен на севере озером Мозес, которое питается пресноводным ручьем Мозес-Байю. Озеро впадает в залив Галвестон, который ограничивает город с востока.

## Парки и заповедники
В городе действуют 42 парка, некоторые из которых являются частью Большой Техасской прибрежной тропы для наблюдения за птицами.
Техасский городской заповедник прерий — это природный заповедник площадью 2300 акров (930 га), расположенный на берегу озера Мозес напротив города. Территория заповедника включает в себя прерии и водно-болотные угодья. Заповедник включает в себя 40 акров (16 га) зон общественного доступа, включая кемпинги. Остальная часть заповедника доступна для экскурсий, включая проход по набережной через болота.
Парк Бэй-стрит занимает территорию площадью 45 акров (18 га) недалеко от залива и дамбы. Часть парка посвящена авиационной эскадрилье, одной из первых авиационных эскадрилий армии США и предшественнице современных военно-воздушных сил. На остальной части парка проложены тропы дикой природы и зоны семейных развлечений.
Парк Несслер — это территория площадью 55 акров (22 га), используемая для общественных мероприятий, таких как ежегодный «Музыкальный фестиваль у залива». Другие крупные городские парки включают Карвер-парк, Годард-парк и Холланд-парк.
Центральным элементом исторического района Техас-Сити Херитедж-Сквер является бывшая резиденция одного из отцов города, Фрэнка Б. Дэвисона, расположенная по адресу 109 3rd Ave. N, всего в 58 милях (1 километр) к западу от дамбы Техас-Сити. Дом Дэвисонов, находящийся в ведении музея города Техас при поддержке Исторической ассоциации города Техас, представляет собой дом в викторианском стиле, построенный в 1897 году, и место, где родился первый ребенок в новом сообществе Техас-Сити.